# Manihi
Manihi is een atol in de Grote Oceaan en behoort tot de Îles du Roi Georges, in het noorden van de Tuamotuarchipel, en onderdeel van Frans-Polynesië.
Manihi heeft de vorm van een gedeukte ovaal met een lengte van 27 km en breedte van 8 km.  Het landoppervlak is 13 km² en het wateroppervlak van de lagune is 160 km². Maihi telde in 2017 650 inwoners. Het atol is het bestuurlijk centrum (commune) waaronder ook het atol Ahe valt. Ahe ligt op 15 km afstand en is het dichtst bijzijnde bewoonde eiland. Manihi ligt 500 km van Tahiti.

## Nadere beschrijving
De Hollandse zeevaarders Willem Schouten en Jacob le Maire waren in 10 april 1616 de eerste Europeanen die het atol vermeldden. Het eiland ontstond uit een vulkaan die 57,7 tot 60,9 miljoen jaar geleden 2760 m oprees uit de oceaanbodem.
Het eiland beschikt over een start- en landingsbaan van 930 m en volgens cijfers uit 2019 zijn er 360 vluchten per jaar en werden er 7 tot 9 duizend passagiers vervoerd. Op het eiland zijn voorzieningen voor verblijfsrecreatie. De plaatselijk bevolking leeft van het toerisme en het maken van kopra en de teelt van consumptie-oesters en pareloesters.
Op het eiland komen 38 soorten vogels voor waaronder zeven soorten van de Rode Lijst van de IUCN	waaronder phoenixstormvogel (Pterodroma alba) en de endemische tuamotujufferduif (Ptilinopus coralensis) en tuamotukarekiet (Acrocephalus atyphus).

## Gemeente (commune)  Manihi
De gemeente Manihi bestaat uit:
- Het atol Manhihi
- Het atol Ahe

Er wonen volgens de volkstelling van 2017 1141 inwoners binnen deze gemeente.

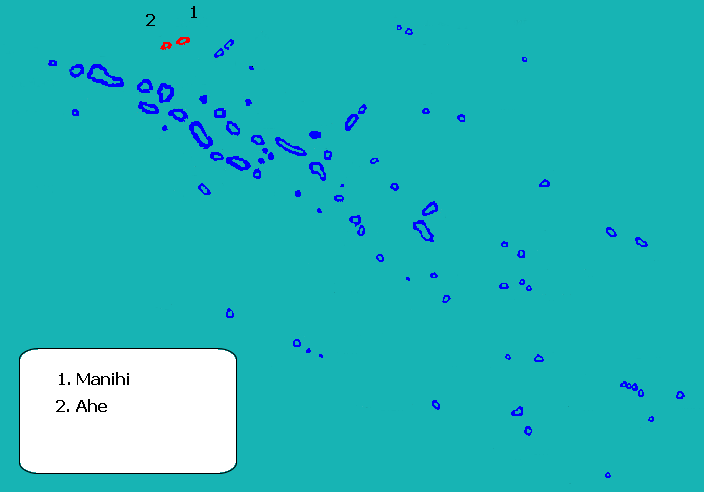
Positie van Manihi (1) binnen de Tuamotueilanden